# Piotr Różański
Piotr Różański (ur. 14 lutego 1942 w Mikaszówce) – polski aktor teatralny i filmowy.

## Życiorys
W 1966 roku ukończył studia na PWST w Warszawie. Występował w następujących teatrach:
- Teatr Śląski w Katowicach (1966-73)
- Bałtycki Teatr Dramatyczny im. Juliusza Słowackiego w Koszalinie
- Teatr Rozmaitości w Krakowie (1974-78)
- Teatr Ludowy w Krakowie (1980-81)
- Teatr Bagatela w Krakowie (1978-79, 81-2001)

## Filmografia
- 1966: Kontrybucja − Guzik
- 1969: Jak rozpętałem drugą wojnę światową − adiutant kapitana Letouxa
- 1977: Pasja − współpracownik Dembowskiego krytykujący jego wejście do Rządu Narodowego
- 1988: Sonata marymoncka
- 1995: Opowieść o Józefie Szwejku i jego najjaśniejszej epoce − Palivec
- 1996: Opowieść o Józefie Szwejku i jego drodze na front − kapitan Sagner
- 1999: Przygody dobrego wojaka Szwejka − kapitan Sagner
- 2004: Karol. Człowiek, który został papieżem − krawiec Jan Tyranowski
- 2006: Dublerzy − ksiądz
- 2006: Dublerzy (serial) − ksiądz
- 2008: Pora mroku − właściciel wypożyczalni
- 2009: Janosik. Prawdziwa historia (serial)
- 2009: Janosik. Prawdziwa historia
- 2010: Mistyfikacja − Jerzy Zawieyski
- 2011: Głęboka woda − dziadek (odc. 10)

## Teatr telewizji
Ma na koncie kilkadziesiąt ról w spektaklach Teatru telewizji. Zagrał m.in. rolę Sysojewa w spektaklu „W niewoli czasu” (1972r.) i Corbery w spektaklu „Profesor i syrena” (1972r.).

## Nagrody i odznaczenia
- Dyplom Honorowy Ministra Kultury i Sztuki (1981r.)
- Nagroda przyznana podczas XXIV Ogólnopolskich Konfrontacji Teatralnych „Klasyka Polska '99” za rolę Leona w spektaklu „Kosmos” (1999r.).